# Reichenau (Hartmannsdorf-Reichenau)
Reichenau ist ein Ortsteil der sächsischen Gemeinde Hartmannsdorf-Reichenau im Landkreis Sächsische Schweiz-Osterzgebirge.

## Geografie

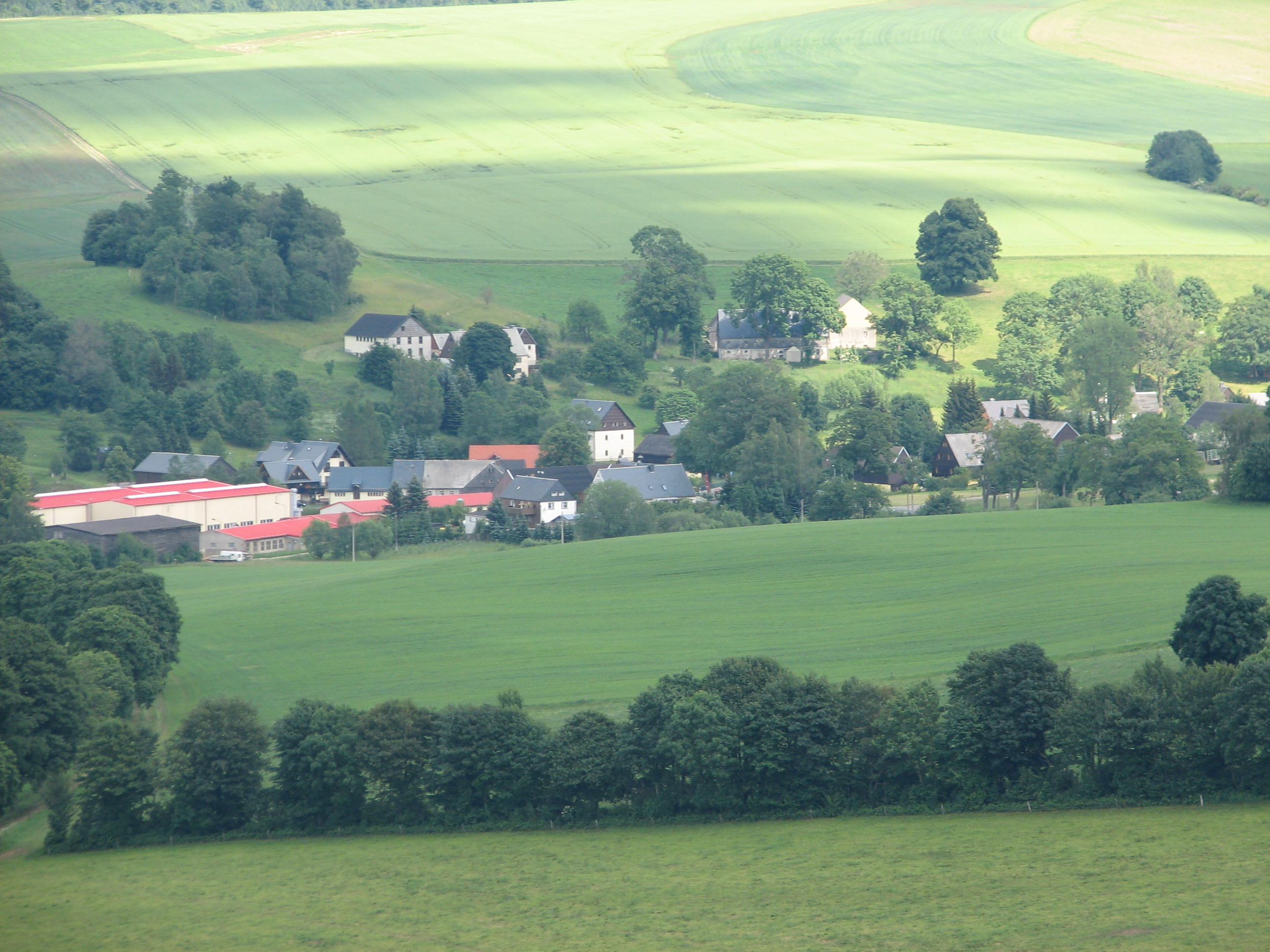
Reichenau von der Burg Frauenstein aus gesehen

### Lage
Reichenau liegt südwestlich der von der Wilden Weißeritz gespeisten Talsperre Lehnmühle im Süden der Gemeinde Hartmannsdorf-Reichenau. Durch den Ort führt die Bundesstraße 171 (Dippoldiswalde – Wolkenstein). Sie verbindet Reichenau über die S 186 mit den nördlich liegenden Orten Neubau und Hartmannsdorf. Wüstungen auf den Fluren Reichenaus sind Helbigsdorf und Heilsberg.

### Nachbarorte
| Kleinbobritzsch | Hartmannsdorf                               | Neubau            |
| Frauenstein     | Kompassrose, die auf Nachbargemeinden zeigt | Ammelsdorf        |
|                 | Holzhau                                     | Hermsdorf/Erzgeb. |

## Geschichte

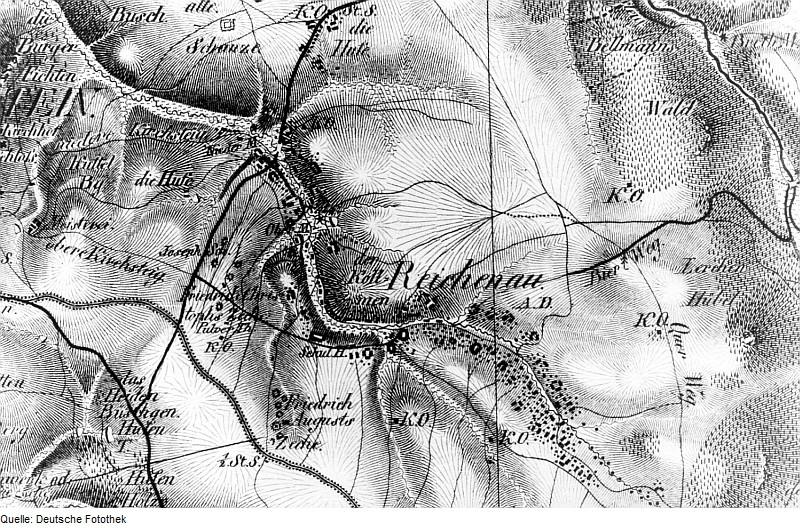
Reichenau auf einer Karte von Hermann Oberreit (1821), südlich und westlich des Ortes sind die Bergbauanlagen der Gruben "Friedrich Christoph" und "Friedrich August" erkennbar

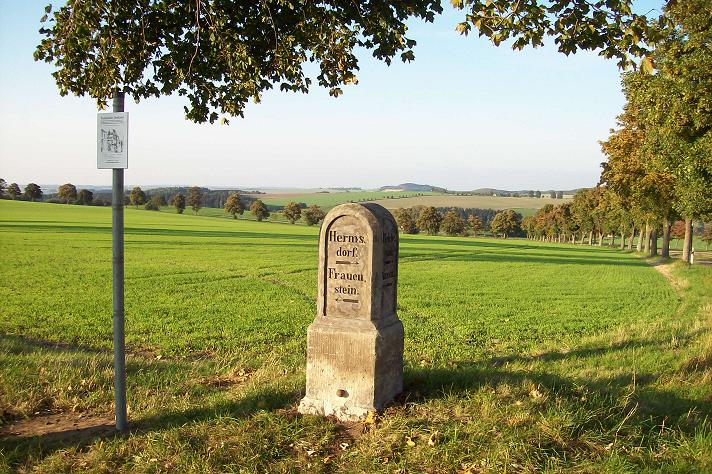
Kgl.-sächs. Meilenstein als Abzweigstein an der Kreuzung Obergebirgische / Alte Freiberg-Teplitzer Poststraße bei Reichenau

Im Jahr 1445 gehörte der Ort zur Pflege Frauenstein und war 1539 nach Frauenstein gepfarrt. Die Grundherrschaft übte 1551 das Rittergut Frauenstein aus. Seit 1647 war Reichenau Amtsdorf. 1834 wurde ein Anteil des südlich gelegenen Ortes Neubau eingemeindet. Zu dieser Zeit war Reichenau zum Amt Frauenstein gehörig. Von 1856 bis 1875 lag die Verwaltung beim Gerichtsamt Frauenstein, danach bei der Amtshauptmannschaft Dippoldiswalde. Die Gemarkungsgröße des Waldhufendorfs im Jahr 1900 betrug 1266 Hektar. Die Bevölkerung Reichenaus teilte sich 1925 in 821 evangelisch-lutherische Bürger und zwei Katholiken auf. Die Amtshauptmannschaft wurde 1952 in den Kreis Dippoldiswalde (später Landkreis) umgewandelt. Der wurde 1994 mit dem Landkreis Freital zum Weißeritzkreis zusammengeschlossen. Am 1. Januar 1994 erfolgte der Zusammenschluss der Gemeinden Hartmannsdorf und Reichenau zur neuen Gemeinde Hartmannsdorf-Reichenau, die seit dem 1. August in dem aus den alten Landkreisen Sächsische Schweiz und Weißeritzkreis gebildeten Landkreis Sächsische Schweiz-Osterzgebirge liegt. Reichenau ist Sitz der Gemeindeverwaltung Hartmannsdorf-Reichenaus.

### Bergbau
In Reichenau wurde über Jahrhunderte hinweg Bergbau betrieben. Gegenstand des Abbaus waren mehrere Silbererzgänge der sogenannten edlen Quarzformation (eq), die sich in einem etwa 2.000 × 200 Meter großen Grubenfeld westlich von Reichenau befanden. Die bedeutendsten Bergwerke waren Friedrich August und Friedrich Christoph, wobei letztere Grube nachweislich bereits 1520 Silber nach Freiberg lieferte. Die Aufbereitungsanlagen (Pochwerke und Schmelzhütten) befanden sich im Gimmlitztal südwestlich von Reichenau.
Im Dreißigjährigen Krieg kam der Bergbau weitgehend zum Erliegen. Die Wiederaufnahme verlief nur schleppend, da man im 18. Jahrhundert beim Vortrieb immer wieder auf bereits ausgeerzte Bereiche des alten Bergbaus stieß. So blieb die Ausbeute bescheiden, die Grube Friedrich August lieferte zwischen 1711 und 1784 knapp 187 Kilogramm Silber. Erst Ende des 18. Jahrhunderts konnten neue ertragreichere Erzvorkommen erschlossen werden. Die Grube Friedrich Christoph konnte so zwischen 1787 und 1834 eine Ausbeute von fast 2.800 Kilogramm Silber erzielen. 1834 wurden die beiden Gruben zu einem Bergwerk vereinigt. Zur Entwässerung wurde der Friedrich Christoph Stolln als tiefster Entwässerungsstollen vom Grubenfeld Friedrich Christoph ins Grubenfeld von Friedrich August verlängert (Gesamtlänge ca. 2 Kilometer). Die Jahre um 1850/1860 brachten nochmals umfangreiche Erzanbrüche, so konnten allein 1865 477 Kilogramm Silber gefördert werden. Der weitere Abbau hätte jedoch einen Vorstoß über die bislang erreichte Teufe von etwa 200 Metern hinaus erfordert. Aufgrund der Unsicherheit über die in tieferen Bereichen vermuteten weiteren Erzvorkommen unterblieb dies jedoch aus finanziellen Gründen. So wurde der Reichenauer Bergbau 1887/88 eingestellt. Spätere Unternehmungen kamen über die Erkundung nicht hinaus.
Vom Bergbau zeugen heute noch umfangreiche Halden, Schachtpingen, das 1795 erbaute Huthaus der Grube Friedrich Christoph, das Mundloch des Friedrich Christoph Erbstolln und die freigelegten Grundmauern einer alten Silberwäsche im Gimmlitztal.

### Entwicklung der Einwohnerzahl
| Jahr | Einwohnerzahl                            |
| ---- | ---------------------------------------- |
| 1551 | 45 besessene Mann, 77 Inwohner           |
| 1764 | 45 besessene Mann, 41 Häusler, 39¾ Hufen |
| 1834 | 786                                      |
| 1871 | 1070                                     |

| Jahr | Einwohnerzahl |
| ---- | ------------- |
| 1890 | 900           |
| 1910 | 873           |
| 1925 | 824           |
| 1939 | 783           |

| Jahr | Einwohnerzahl |
| ---- | ------------- |
| 1964 | 1054          |
| 1950 | 1077          |
| 1964 | 825           |
| 1990 | 682           |

## Persönlichkeiten
- Emil Börner (1884–1967), Lehrer und erzgebirgischer Mundartdichter